# Syndroom van Morquio
Het syndroom van Morquio, ook wel het syndroom van Morquio-Brailsford of mucopolysacharidose IV (MPS IV) genoemd, is een zeldzame aangeboren en erfelijke stofwisselingsziekte die valt onder de lysosomale stapelingsziekten. Lysosomale stapelingsziekten zijn (genetische en aangeboren) aandoeningen waarbij er door een verandering in het erfelijk materiaal een stoornis is in de lysosomen. Lysosomen zijn kleine organen (organellen) in een cel, die met behulp van enzymen – enzymen begeleiden chemische reacties – zorgen voor de afbraak en het hergebruik van veel stoffen. Het ontbreken of niet volledig functioneren van een van deze enzymen zorgt ervoor dat (afval)stoffen zich opstapelen in het lysosoom. Deze opeenstapeling is giftig voor de cel en bemoeilijkt daardoor het functioneren van het lysosoom, en uiteindelijk ook van de hele cel. Dit veroorzaakt ten slotte schade in weefsels en organen. Vanwege het ophopen van (afval)stoffen wordt over lysosomale stapelingsziekten gesproken. Sommige complicaties kunnen in de vroege kinderjaren optreden, terwijl andere dit pas veel later of nooit zullen doen.
De naam stamt van de kinderarts L. Morquio uit Montevideo, Uruguay, die in 1929 een gezin beschreef waarin vier kinderen waren aangedaan. Omdat de aandoening in datzelfde jaar ook beschreven werd door de orthopeed J.F. Brailsford in Birmingham, wordt soms ook gesproken van de ziekte van Morquio-Brailsford.
MPS IV wordt veroorzaakt door stapeling van bepaalde suikers, mucopolysachariden. Deze suikers maken normaal deel uit van een beschermingslaag die om cellen heen zit. De stapeling ontstaat door een gebrek aan activiteit van een van twee verschillende enzymen, die elk een ander type MPS IV geven (A en B). Beide worden gekenmerkt door dezelfde symptomen: verschillende afwijkingen aan het skelet, een slecht ontwikkeld gebit, een kleine lichaamslengte, ander gestalte, en oogproblemen (glaucoom). De leeftijd waarop deze tot uiting komen ligt tussen de 18 en 24 maanden. De ernst van de symptomen kan van geval tot geval zeer verschillen.

## Diagnose
De diagnose wordt gesteld op grond van bovenstaande kenmerken en kan bevestigd worden door middel van een urinetest. Ook is het mogelijk om de aanwezigheid en activiteit van de betrokken enzymen te bepalen in een stukje aangedaan weefsel (biopt).

## Behandeling
Voor MPS IV is geen genezing mogelijk. De behandeling richt zich zo veel mogelijk op verlichting van klachten. De aandoening kan zeer wisselend in ernst zijn; ook bij kinderen uit één gezin.
Sinds 2014 is er een weesgeneesmiddel elosulfase alfa op de markt waarmee het syndroom van Morquio behandeld kan worden. De resultaten zijn vooralsnog beperkt (verbetering op de zesminutenlooptest) en de kosten bijzonder hoog.

## Voorkomen (frequentie)
MPS IV is een zeer zeldzame aandoening. Het voorkomen van MPS IV type A wordt geschat op 1 op 216.000 pasgeborenen. Type B komt nog minder vaak voor.

## Overerving
De overerving van MPS IV verloopt autosomaal recessief.